# Bellingham, Washington
Bellingham je luka na američkoj pacifičkoj obali, najveći grad i sjedište okruga Whatcom u američkoj saveznoj državi Washington. Sa 75.750 stanovnika, što je gotovo polovica ukupnog stanovništva okruga Whatcom, dvanaesti je grad po veličini u saveznoj državi.
Bellingham se nalazi u istoimenom zaljevu, zapadno od planine Mount Baker i jezera Whatcom, iz kojega se snabdijeva pitkom vodom. Prema jugu su planine Chuckanut i dolina Skagit. Kroz grad protječe potok Whatcom.

## Vanjske poveznice
- Službena stranica (engl.)

### Ostali projekti
|  | Zajednički poslužitelj ima još gradiva o temi Bellingham, Washington |